# 羅恩·埃斯蒂斯
罗纳德·吉恩·埃斯蒂斯（英語：：/ˈɛstɪs/ ESS-tiss；1956年7月19日—）是一位美国政治人物，自2017年4月起代表堪薩斯州第四國會選區聯邦眾議員，共和黨籍，前堪萨斯州財政部長。

## 外部連結
- Congressman Ron Estes （页面存档备份，存于） official U.S. House website
- Ron Estes for Congress （页面存档备份，存于） campaign website
- 中的“羅恩·埃斯蒂斯”
- 美國國會國家人物傳記大辭典中的傳記
- 由華盛頓郵報維護的投票記錄
- 智慧投票计划中的傳記、投票紀錄及利益集團評級
- 聯邦選舉委員會中的競選財務報告和數據
- C-SPAN內的頁面（英文）